# Stazione di Vaiano

La stazione di Vaiano è una stazione ferroviaria sulla linea Firenze–Bologna, situata nell'omonimo comune della Val di Bisenzio. È interessata da traffico esclusivamente regionale che la collega in breve tempo con i paesi dell'Appennino Tosco-Emiliano, sia del versante pratese che del versante bolognese, e con le grandi città di Firenze, Prato e Bologna. 

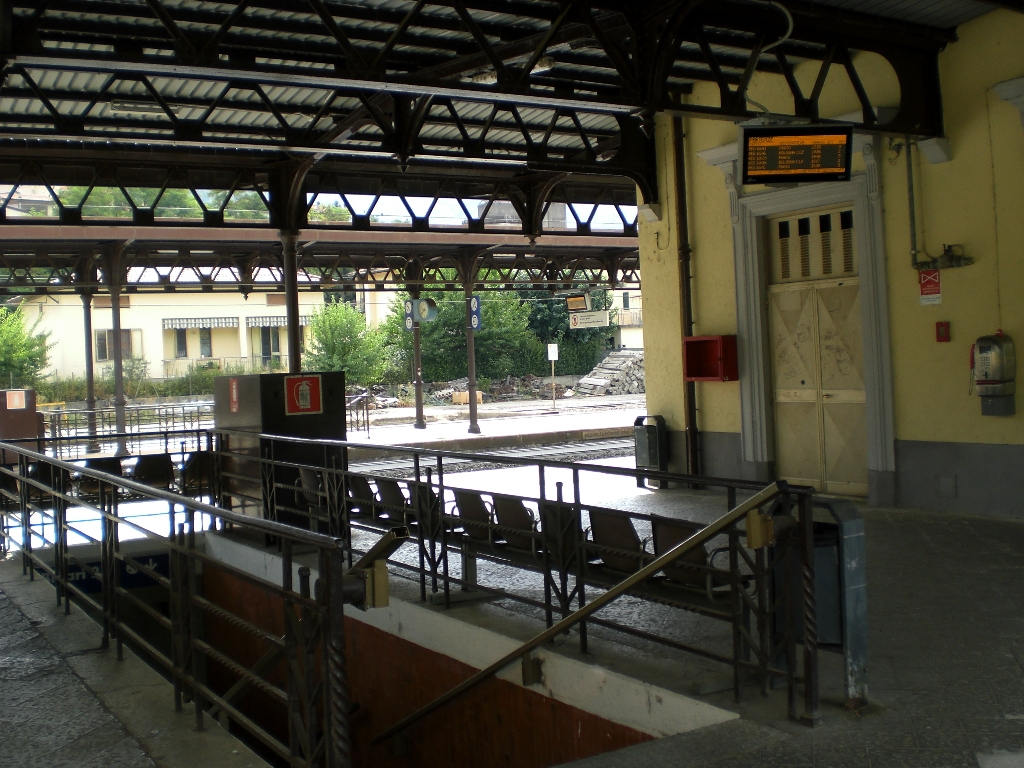
Sala d'attesa esterna

## Movimento
Al 2007, l'impianto risultava frequentato da un traffico giornaliero medio di circa 180 persone.

## Servizi
La stazione è classificata da RFI nella categoria bronze.
La stazione dispone di:
- Biglietteria automatica
- Sottopassaggio
  -  Sala di attesa per passeggeri
- Annuncio sonoro arrivo e partenza treni